# Spilogona incauta
Spilogona incauta är en tvåvingeart som först beskrevs av Huckett 1932.  Spilogona incauta ingår i släktet Spilogona och familjen husflugor.
Artens utbredningsområde är Northwest Territories, Kanada. Inga underarter finns listade i Catalogue of Life.